# Уолтър Уайт
Уолтър Хартуел Уайт-старши, известен също с псевдонима си на наркобос Хайзенберг, е главният герой на американския криминален драматичен телевизионен сериал „Breaking Bad“ („В обувките на Сатаната“), изигран от Брайън Кранстън.
Уолтър е опитен химик и съосновател на технологична фирма, преди да продаде дяла си на своите партньори. Уолт става гимназиален учител по химия в Албъкърки и едва свързва двата края със семейството си - със съпругата Скайлър (Ана Гън) и сина Уолт младши (Ар Джей Мите). В началото на сериала, ден след 50-ия си рожден ден, Уолт е диагностициран с рак на белите дробове в III стадий. След това откритие Уолт прибягва до производство и продажба на метамфетамин с бившия си ученик Джеси Пинкман (Арън Пол), за да гарантира финансовата сигурност на семейството си след смъртта му. Благодарение на неговите познания по химия и на оригиналния начин на производство, "синият мет" на Уолт е по-чист от всеки друг на пазара и той е въвлечен по-дълбоко в незаконната търговия с наркотици.
Уолт става все по-безмилостен с напредването на поредицата и по-късно приема псевдонима "Хайзенберг" (от. Вернер Хайзенберг), който става разпознаваем като върхова фигура в търговията с наркотици в югозапада на САЩ. Уолт полага големи грижи за семейството си, докато крие участието си в бизнеса с наркотици от своя зет и агент на DEA Ханк Шрейдър (Дийн Норис). Уолт става по-малко симпатичен с напредване на сериала, тъй като създателят на поредицата Винс Гилиган иска той да се превърне от "„добрият учител“ в „Белязания“". Въпреки че служителите на AMC първоначално се колебаят да изберат Кранстън поради предишната му комедийна роля в „Malcolm in the Middle“ („Малкълм“), Гилиган го избира въз основа на предишното представяне на актьора в епизода „Drive“ на „Досиетата Х“, написан от Гилиган. Кранстън допринася значително за създаването на своя герой, включително предисторията, личността и външния вид на Уолт.
Един от най-емблематичните герои в популярната култура, Уолтър Уайт е включен сред най-великите злодеи и измислени герои, създавани някога . Както персонажът, така и представянето на Кранстън са получили одобрение от критиците, като Уайт често е споменаван като един от най-великите и емблематични телевизионни герои на всички времена. Кранстън печели четири награди Primetime Emmy за изключителна главна мъжка роля в драматичен сериал, три от които са последователни. Той е първият човек, спечелил Изборът на критиците, Златен глобус, Праймтайм Еми и Награда на Гилдията на актьорите за изпълнението си. Кранстън повтаря ролята на Уолт в ретроспекция за продължението на „Breaking Bad - El Camino“ („В обувките на Сатаната: Ел Камино“) и отново в шестия и последен сезон на предисторията на сериала „Better Call Saul“ („Обадете се на Сол“), което го прави един от малкото герои, които се появяват и в трите, заедно с Джеси Пинкман, Майк Ермантраут (Джонатан Банкс), Ед Галбрайт (Робърт Форстър) и Остин Рейми (Тод Тери).